# Teprenone
Teprenone (hay geranylgeranylacetone) là một loại dược phẩm dùng để điều trị loét dạ dày.
Tại Nhật Bản, nó được bán dưới tên thương hiệu Selbex (セルベックス).